# Beringstraße
Die Beringstraße (englisch Bering Strait, russisch Бе́рингов проли́в/Beringow proliw) ist eine Meerenge zwischen den Kontinenten Asien und Amerika. Die Meerenge verbindet den Arktischen Ozean mit dem Pazifik. Wie das südlich davon gelegene Beringmeer wurde sie nach dem Dänen Vitus Bering benannt, der die Meerenge 1728 als Marineoffizier in russischen Diensten durchfuhr.

## Geographie
Die ungefähr 85 km breite und durchschnittlich nur etwa 30 bis 50 m tiefe Meerenge verbindet die Tschuktschensee (ein Randmeer des Nordpolarmeers) im Norden mit dem Beringmeer (das nördlichste Randmeer des Pazifiks) im Süden. An ihrem westlichen Ufer liegt das Kap Deschnjow (die östlichste Stelle Asiens auf der sibirischen Tschuktschen-Halbinsel) und am östlichen das Kap Prince of Wales (der westlichste Punkt des amerikanischen Festlands auf der Seward-Halbinsel im US-Bundesstaat Alaska).
Durch die Beringstraße, in der sich die Diomedes-Inseln und der Fairway Rock befinden, verläuft die globale Datumsgrenze. Die Straße friert jedes Jahr im Winter zu, wobei das Eis unterschiedliche Ausdehnungen erreicht. Im Mai taut das Eis und im Juli ist die Straße mit Ausnahme von Treibeis eisfrei. Die Ausdehnung und Dicke des Eises wird im Rahmen der Forschung zur globalen Erwärmung überwacht.

## Geschichte

### Frühgeschichte
Noch vor etwa 10.000 Jahren, als die letzte Kaltzeit zu Ende ging, war die Beringstraße eine Landbrücke – Beringia genannt – zwischen den beiden Kontinenten. Sie verband die beiden Festländer miteinander, so dass Menschen – nach den heute gängigen Theorien – von Asien nach Nordamerika gelangen konnten.

### Entdeckung
Zum Ende der Herrschaft Peters I. befand sich ganz Sibirien in russischem Besitz. Die Frage, ob es eine Landverbindung zwischen Sibirien und Amerika gibt, war noch ungeklärt. Der Zar beauftragte den dänischen Seefahrer Vitus Jonassen Bering damit, den Sachverhalt zu klären. Bering durchquerte 1725 Sibirien auf dem Landweg und erreichte die Halbinsel Kamtschatka. 1728 segelte er von hier aus nach Norden und erreichte das Nordpolarmeer, ohne auf Land gestoßen zu sein. Am 15. August 1728 jedoch gab Bering wegen schlechten Wetters die Entdeckungsfahrt auf und kehrte bei 67°18' nördlicher Breite um. Er hatte die später nach ihm benannte Meeresenge zwar schon durchquert, den letzten Beweis dafür, dass es keine Landverbindung zwischen Asien und Nordamerika gibt, blieb er jedoch schuldig. Dies war ein Grund dafür, dass Bering fünf Jahre später zur Zweiten Kamtschatka-Expedition aufbrach, die auch als Große Nordische Expedition bekannt ist (1733–1743).
Im Rahmen dieser Expedition entdeckte der deutsche Historiker Gerhard Friedrich Müller, Mitglied der Petersburger Akademie der Wissenschaften, dass Bering 1728 keineswegs der erste Seefahrer war, der die Beringstraße durchfahren hatte. Im Archiv der Jakutsker Kanzlei fand er Belege dafür, dass schon 80 Jahre vorher der Pelztierjäger und Händler Semjon Deschnjow zusammen mit Fedot Popow und Gerassim Ankudinow die Meerenge zwischen den beiden Kontinenten durchfahren hatte. Dieser war 1648 vom nordsibirischen Fluss Kolyma um das Ostkap, das heute nach ihm benannte Kap Deschnjow, herum durch die Beringstraße zum Anadyr gefahren, um hier die noch unberührten Jagdgründe auszubeuten.
Nach diesen ersten Erkundungen folgten einerseits russische Pelzjäger, aber auch Forschungsexpeditionen, wie etwa unter Stephan Gawrilowitsch Glotov, der ab 1758 nicht nur die Beringstraße, sondern auch die Küste Alaskas erforschte und damit die Voraussetzung für Russisch-Amerika schuf.

### Kalter Krieg
Zwischen den beiden Diomedes-Inseln, die zum US-amerikanischen respektive sowjetischen (heute russischen) Hoheitsgebiet gehörten und nur wenige Kilometer voneinander entfernt liegen, wurde während des Kalten Krieges jedwelcher gegenseitige Austausch untersagt und eingestellt. In Anlehnung an den Eisernen Vorhang wurde dieser Grenzbereich in der Folge Eis-Vorhang genannt.

## Projekte

### Brückenprojekt
Von einigen Architekten wurden Entwürfe für Brücken über die Beringstraße vorgelegt. Hierbei soll eine ca. 85 km lange Brücke gebaut werden, die so sicher ist, dass sie Temperaturen unter −70 °C und starken Stürmen standhalten kann. Auf der Brücke soll eine zweispurige Straße entstehen. Im Inneren soll es Pipelines und eine Bahnstrecke für Hochgeschwindigkeitszüge geben. Das Projekt ist sehr ungewiss, da die Beringstraße als ziemlich unsicher bezüglich des Wetters gilt und die Küsten auch nicht an das Straßennetz Asiens und Nordamerikas angeschlossen sind.

### Tunnelprojekt
Ein französischer Ingenieur schlug 1905 erstmals einen rund 100 km langen Tunnel vor. Zar Nikolaus II. stimmte zu, aber der Erste Weltkrieg und die Oktoberrevolution ließen das Projekt scheitern.
Im April 2007 wurde ein Wirtschaftsprojekt zur Untertunnelung der Beringstraße angekündigt. Das Gesamtprojekt soll in 10 bis 15 Jahren zu realisieren sein und wird auf 65 Milliarden US-Dollar veranschlagt. Der Tunnel hätte dabei eine Länge von 104 km.
Der russische Verkehrsminister Nikolai Aksjonenko hatte die Chancen dieses Projekts auf Realisierung schon am 22. Januar 2001 mit den Worten „Eher zum Mars als nach Alaska“ als sehr gering eingeschätzt. Das Problem sei dabei nicht nur der Tunnelbau unter der Beringstraße, sondern auch, dass auf beiden Seiten noch über 1000 km Schienenanbindung auf Permafrostboden gebaut werden müssten (siehe dazu Polarkreiseisenbahn).

## Bedeutung für das Weltklima
Die Beringstraße trennt wenig salzhaltiges Wasser des Pazifik von dem salzreicheren Arktischen Ozean, der auf der anderen Seite des Pols mit dem Atlantik in Verbindung steht. Ist sie (wie zurzeit) offen, strömt in den oberen Schichten Pazifikwasser durch das Beringmeer und den Arktischen Ozean in den Atlantik, während unten salzhaltigeres Wasser in den Pazifik strömt. Dieser Austausch hat gravierende Folgen für den Golfstrom im Atlantik – weniger Salz im Atlantik bremst den Golfstrom erheblich, da das Absinken des Wassers vor Grönland nur dadurch bewirkt wird, dass Wasser abkühlt und in die Tiefe zieht; je schwerer (salzhaltiger) das Wasser ist, desto mehr Oberflächenwasser sinkt ab (Konvektion). Nur dadurch strömt ständig wärmeres Wasser aus dem Golf von Mexiko und der Karibik als Golfstrom in den Norden nach und bringt damit Europa auf Temperaturen und Niederschlagswerte, die deutlich über denen der nordamerikanischen und asiatischen Gebiete auf den gleichen Breitengraden liegen. Eine weitere Abnahme des Salzgehalts im Nordatlantik – z. B. durch Abschmelzen des Inlandeises auf Grönland – könnte diesen Vorgang sogar vollkommen verhindern und den Golfstrom zum Stillstand bringen, wodurch das Klima in Europa wohl kühler und trockener würde.
Umgekehrt bedeutet ein Schließen der relativ flachen Beringstraße, wie es in der geologischen Vergangenheit durch Kontinentalbewegungen und/oder einen niedrigeren Meeresspiegel vorkam, dass der Nordatlantik salzhaltiger und der Golfstrom beschleunigt wird. Das hat zunächst höhere Temperaturen vor Grönland zur Folge. Da jedoch dadurch Nebel entsteht, der zu mehr Schneefall führt, bilden sich abstrahlende weiße Flächen. Das hat wiederum eine Abkühlung besonders im Norden und eine weitere Bildung von Inlandeis zur Folge, die eine neue Eiszeit auslösen könnte.
Es wurde vermutet und durch Simulationen auch bekräftigt, dass der Zyklus von Kalt- und Warmzeiten, den die Erde seit ca. 2,5 Millionen Jahren durchlebt, durch diesen Effekt verursacht oder zumindest verstärkt wurde. Allerdings sind bisher nur „Entweder-oder-Simulationen“ (offen oder geschlossen) durchgerechnet. Was eine teilweise Schließung oder maximal offene Strömung bedeutet, ist bisher nicht errechenbar.